# Isländische Badminton-Mannschaftsmeisterschaft 2013
Die Isländische Badminton-Mannschaftsmeisterschaft 2013 fand im Modus „Jeder gegen jeden“ vom 1. bis zum 3. Februar 2013 in Reykjavík statt. Meister wurde das Team von Tennis- og Badmintonfélag Reykjavíkur.

## Endstand
| Platz | Team                                                 | Punkte | Spiele | G | U | V | Spielpunkte |   |    | Sätze |   |    | Bälle |   |      |
| ----- | ---------------------------------------------------- | ------ | ------ | - | - | - | ----------- | - | -- | ----- | - | -- | ----- | - | ---- |
| 1     | Tennis- og Badmintonfélag Reykjavíkur-Hvíta fjöðrin  | 7      | 4      | 3 | 1 | 0 | 20          | - | 12 | 43    | - | 28 | 1322  | - | 1212 |
| 2     | Tennis- og Badmintonfélag Reykjavíkur-Piparsveinninn | 6      | 4      | 2 | 2 | 0 | 20          | - | 12 | 43    | - | 29 | 1359  | - | 1259 |
| 3     | Tennis- og Badmintonfélag Reykjavíkur-Bananas        | 4      | 4      | 2 | 0 | 2 | 18          | - | 14 | 39    | - | 33 | 1355  | - | 1278 |
| 4     | Tennis- og Badmintonfélag Reykjavíkur/ÍA Öllarar     | 3      | 4      | 1 | 1 | 2 | 16          | - | 16 | 38    | - | 36 | 1331  | - | 1329 |
| 5     | BH                                                   | 0      | 4      | 0 | 0 | 4 | 6           | - | 26 | 17    | - | 54 | 1117  | - | 1406 |